# STS-107
STS-107 – (Space Transportation System-107) var den NASA rumfærge-mission, hvor rumfærgen Columbia eksploderede ved genindtræden i jordens atmosfære den 1. februar 2003. Rumfærgen disintegrerede, og alle syv astronauter omkom.
Den fysiske årsag var, at rumfærgens varmeisolerende skjold blev ødelagt under opsendelsen. Men undersøgelses-kommissionen konkluderede også, at menneskelige fejl, i lighed med Challenger-ulykken, var en medvirkende årsag til ulykken.

## Missionen
STS-107 medbragte forskningslaboratoriet Spacehab og udførte flere projekter i vægtløshed.
Astronauterne arbejdede i døgndrift på skiftehold. Mere end 80 forskellige forsøg skulle udføres på de planlagte 16 dage, som missionen skulle vare.
Nogle af forsøgene var biologiske med henblik på at udvikle medicin, andre var astrobiologiske om, hvordan biologisk liv kan klare sig i rummet.
Andre forsøg gik ud på at afprøve eksperimenter udenfor de fysiske love, vi har på jorden. Teknikker til at lave konstruktioner der kan holde til jordskælv og større indsigt i jordskred og oversvømmelser ved at producere materialer, hvor der ikke er tyngdekraft.

## Besætning
- Richard Husband (kaptajn)
- William Cameron McCool (pilot)
- David McDowell Brown (1. missionsspecialist)
- / (  )  Kalpana Chawla (2. missionsspecialist)
- Michael Phillip Anderson (3. missionsspecialist / Payload Commander)
- Laurel Blair Salton Clark (4. missionsspecialist)
- Ilan Ramon (Israeli Space Agency)

## Varmeskjoldet
Rumfærgens aluminium kan kun tåle 175° derfor har rumfærgen et isolerende varmeskjold. Isoleringen på en rumfærge skal holde til en temperatur på op til 1649°, ydermere skal isoleringen holde til en temperatur ændring fra under -100° op til 1649° Celsius.
Det samlede system der beskytter rumfærgen mod de ekstreme temperaturer hedder Thermal Protection System-(engelsk) – Varmeskjoldet består flere komponenter.
- Reinforced Carbon-Carbon (RCC)-(engelsk) – carbon-carbon er kulfiber-forstærkede grafitpaneler eller keramiske kompositter. RCC materialet sidder på rumfærgens næse og vinger der er udsat for de højeste temperaturer. Materialet er det mest varmebeskyttende i varmeskjoldet. Pga. chokbølger ved mødet med ilten i jordens atmosfære bliver rumfærgen som en glødende ildkugle kort efter genindtræden, især på næse og vinger hvor gnidningsmodstanden er størst. RCC panelerne på næse og vinger er udsat for denne overophedning i ca. 10 minutter.

- Kakler af 10% Silica-(engelsk) Siliciumdioxid (sand) og 90% ilt. Beskytter den største del af rumfærgen og kan modstå meget høje temperaturer.

- Andre materialer der dækker de dele af rumfærgen som bliver udsat for mindre varme.[2]

## Nedfald ved opsendelse
Nedfald ((engelsk): Debris) har flere betydninger Vragdele, Rumaffald, Meteoroid, i afsnittet her er det de dele der, under voldsomme rystelser ved opsendelsen, løsriver sig og falder ned.
Under opsendelsen ramte et stykke løsrevet skumplast, der sad på den tilkoblede tank, rumfærgens venstre vinge og RCC isoleringen beskadiget. 10 minutter efter genindtræden i atmosfæren blev vingen ødelagt af varmen og derefter efter gik hele rumfærgen itu og styrtede ned.
Det er ret normalt under en rumfærgeopsendelse at varmskjoldet tager skade, en vis skade var sket på næsten alle tidligere rumfærgemissioner. Skaderne på varmeskjoldene blev anset som en acceptabel risiko, betydende at muligheden for en alvorlig skade var meget lille. På Columbias sidste tur var man ikke klar over skadens omfang på varmeskjoldet, de senere undersøgelser af ulykken viste at man ikke havde gjort noget for at undersøge skadens omfang. Efter ulykken er det blevet en regel hos NASA at man nøje undersøger eventuelle skader på rumfærgernes varmeskold efter opsendelse. En robotarm der sidder på rumfærgen tager foto af hele rumfærgens skjold. Billederne sendes ned til eksperter på NASA der analyserer og vurderer situationen. På senere missioner STS-114 (Discovery 2005), STS-121 (Discovery 2006) og STS-120 (Discovery 2007) har man fundet fejl hvor man anså det for nødvendigt at reparere på skjoldet i rummet. På STS-118 (Endeavour 2007) fandt man også skader, men undlod at udføre en reparation da eksperterne vurderede at risikoen var yderligere forværring af skaden.
Nedenstående liste blev lavet ved undersøgelsen af Columbia ulykken. Før afsendelsen af STS-107 blev nedfald ved opsendelse ikke anset for at udgøre en risiko fordi at ingen alvorlige ulykker var sket i 13 tilfælde. Undersøgelsen er især fokuseret på skader forårsaget af nedfald fra venstre rampe, der af ukendte årsager sker oftere.
Skader på varmeskjoldet efter nedfald ved opsendelse af rumfærger før Columbia ulykken:
- STS-1 – 1981 Ret stor skade, 300 kakler udskiftet.
- STS-7 – 1983 Først kendte hændelse med skumplast fra venstre rampe.
- STS-27 – 1988 Alvorlig strukturel skade, kakler helt falder af, tæt på gennemtrængning.
- STS-32 – 1990 Anden kendte hændelse med skumplast fra venstre rampe.
- STS-35 – 1990 Første gang NASA anerkender skumplast som en sikkerhedsrisiko.
- STS-42 – 1992 Første mission hvor den efterfølgende mission blev sendt af sted uden nedfald.
- STS-45 – 1992 Skade på venstre vinges RCC Panel. Anses for at være sket i rummet, ikke nedfald under opsendelse.
- STS-50 – 1992 Tredje kendte hændelse med skumplast fra venstre rampe.
- STS-52 – 1992 Fjerde kendte hændelse med skumplast (usikkert hvorfra).
- STS-56 – 1993 Stort område med med skade på kakler.
- STS-62 – 1994 Femte kendte hændelse med skumplast (usikkert hvorfra)
- STS-87 – 1997 NASA tester skader på varmeskjold, finder ingen effektiv løsning. Klassificeres som acceptabel risiko.
- STS-112 – 2002 Sjette kendte hændelse med skumplast fra venstre rampe. Problemets status blev først lukket efter STS-107 og STS-113.
- STS-107 – 2003 Columbia opsendelse. Syvende kendte hændelse med skumplast med skumplast fra venstre rampe.

Undersøgelsen af ulykken konkluderede at beskadigelsen af varmeskjoldet under opsendelse var den fysiske årsag til ulykken. CAIB-rapporten konkluderede også at NASA's ledelse havde forhindret en undersøgelse, mens rumfærgen stadig var i rummet, og ledelsen derved forhindrede at mindske katastrofens omfang.

## Katastrofens omfang
Rumfærgen blev splittet op og faldt ned som vragdele i flere amerikanske stater. Vragdelene blev spredt ud over Californien, Nevada, Utah, New Mexico, Louisiana og flest vragdele i Texas.
Det var vigtigt finde så meget så muligt af rumfærgen og dens indhold, dels var visse vragdele meget giftige pga. brændstoffet hydrazin, og dels til at undersøge årsagen til ulykken. Militæret bevogtede nedfaldne vragdele bl.a. for at undgå offentligheden skulle komme i kontakt med giftige stoffer.
Mere end 25.000 personer ledte efter vragrester på en areal på cirka 14.000 km². Cirka 3000 km² af eftersøgningen blev gjort til fods. 37 helikoptere og 7 Fastvingefly deltog, 60 dykkere deltog til eftersøgning af søer. Der blev fundet 84.000 stykker vragdele cirka 38 ton i alt. Blandt vragdelene blev også fundet legemsdele. Under eftersøgningen omkom yderligere 2 personer da en helikopter styrtede.
The Federal Emergency Management Agency brugte 305 millioner Amerikanske dollar på eftersøgningen. Derudover NASA's var udgifter på 50.000 Amerikanske dollar til erstatning af skader på private ejendomme, derudover tabet af en rumfærge plus en omfattende undersøgelse der varede et halvt års tid (CAIB) og ikke mindst, hele besætningen omkom.

## Columbia Accident Investigation Board (CAIB)
Columbia Accident Investigation Board (CAIB) var en havarikommission nedsat til at undersøge Colombia ulykken. CAIB undersøgelsen er meget dybdegående.
I 2001 blev der sat politisk pres på NASA's ledelse, Det Hvide Hus og USAs Kongres anmodede NASA om at overholde budget og tidsplaner, hvis det ikke var sket inden 19. Februar 2004 ville NASA miste økonomisk støtte.
For at overholde tidsplaner og budget begyndte NASA i 2001 at skære ned på omkostnings og tidkrævende aktiviteter, test blev reduceret på bekostning af sikkerheden.
Da Colombia var sendt af sted var det vigtigt at overholde planerne, næste mission STS-114 skulle opsendes til tiden, for at det kunne ske skulle Colombia også lande inden for den planlagte tidsramme. Det var en milepæl at få STS-114 af sted 19. Februar 2004. CAIB-rapporten henviser til omstændigheder der mindede om Challenger (rumfærge) ulykken, hvor ledelsen tilsidesatte sikkerhed til fordel for planlægningen.
De billeder der var taget ved Columbia's opsendelse den	16. januar 2003 blev efterset af eksperter kort efter opsendelsen. Eksperterne var bekymrede over størrelsen på den genstand der ramte rumfærgen og anmodede om billeder af bedre kvalitet. NASA har mulighed for at få satellitfoto fra overvågnings/spionsatellitter. Ingeniørernes anmodning om at få billeder af bedre kvalitet blev afvist, en af begrundelserne var at det ville tage for lang tid, rumfærgen skulle vendes for få taget foto fra den rigtige position.
Besætningen på rumfærgen og kontrolcenteret på jorden var uvidende om at der var et problem. Under indflyvningen kunne man i kontrolcenteret se indikationer på fejl, kort derefter var der ingen kommunikation med rumfærgen. Kontrolcenteret blev klar over at Columbia var forlist da TV-stationen CNN sendte TV transmissioner med nedfaldne vragdele. Heri ligger havarikommissionen den største kritik at NASA var fuldstændig uvidende om at der var et problem, ledelsen havde ignoreret ingeniørernes mistanker og nægtet at undersøge problemet.
Med viden om skadens omfang kunne man have foretaget visse forholdsregler inden indflyvning. Rumfærgens indflyvningsområde var her over flere stater i bebyggede områder,- en 90 ton ukontrolleret rumfærge med en fart af 19 gange lydens hastighed. Muligheden for at efterlade rumfærgen i rummet og forsøge at bjærge astronauterne var en mulighed, en anden mulighed var at astronauterne kunne forsøge at reparere skaden.
Som følge af kritikken og anbefalingerne i rapporten blev det meste af NASA's ledelse udskiftet og der gik et par år før rumfærge-programmet kunne fortsætte.

### 2008-rapport
NASA har udgivet en rapport om ulykken december 2008.
På baggrund af rapporten er der lavet anbefalinger til procedurer og udstyr der skal sikre astronauternes overlevelse i kritiske situationer. Visse af anbefalingerne er allerede sat i værk på de resterende rumfærgemissioner og andre skal implementeres på NASAs fremtidige fartøj Orion til bemandede rummissioner.